# Dreiband-Europameisterschaft 1955

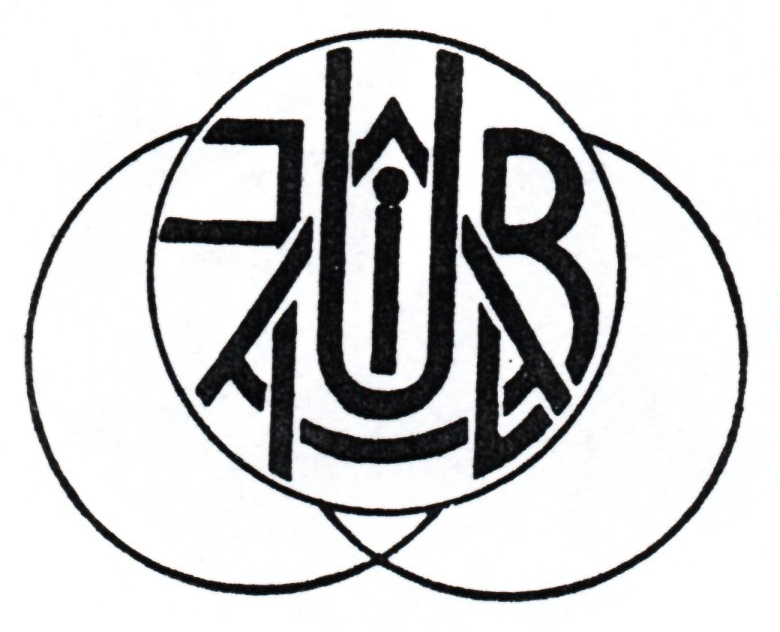
Logo UIFAB (ausrichtender Verband)

Veranstaltungsort: Amsterdam

Die Dreiband-Europameisterschaft 1955 war das zwölfte Turnier in dieser Disziplin des Karambolage und fand vom 10. bis zum 13. Februar 1955 in Amsterdam statt.

## Geschichte
Die niederländische Metropole war zum vierten Mal nach 1932, 1935 und 1950 Austragungsort der Europameisterschaft. Die Teilnehmerzahl sank wieder auf acht Spieler.
Der Belgier René Vingerhoedt siegte zum fünften Mal in Folge. Anders als in den Vorjahren, bei denen er immer verlustfrei spielte, gab es diesmal ein Remis gegen den Österreicher Johann Scherz, der zum Schluss jedoch nur Letzter wurde. Vizemeister wurde der EM-Neuling Herman Popeijus aus den Niederlanden. Mit einer Höchstserie von 15 erzielte er einen neuen EM-Rekord. Die alte Rekordmarke 12, von 1948, des vierfachen EM-Siegers Alfred Lagache war damit Geschichte. Der vorjährige Vizemeister Walter Lütgehetmann musste sich, aufgrund des schlechteren Generaldurchschnitts, mit Platz drei begnügen.

## Modus
Gespielt wurde „Jeder gegen Jeden“ bis 50 Punkte mit Nachstoß/Aufnahmegleichheit.

## Abschlusstabelle

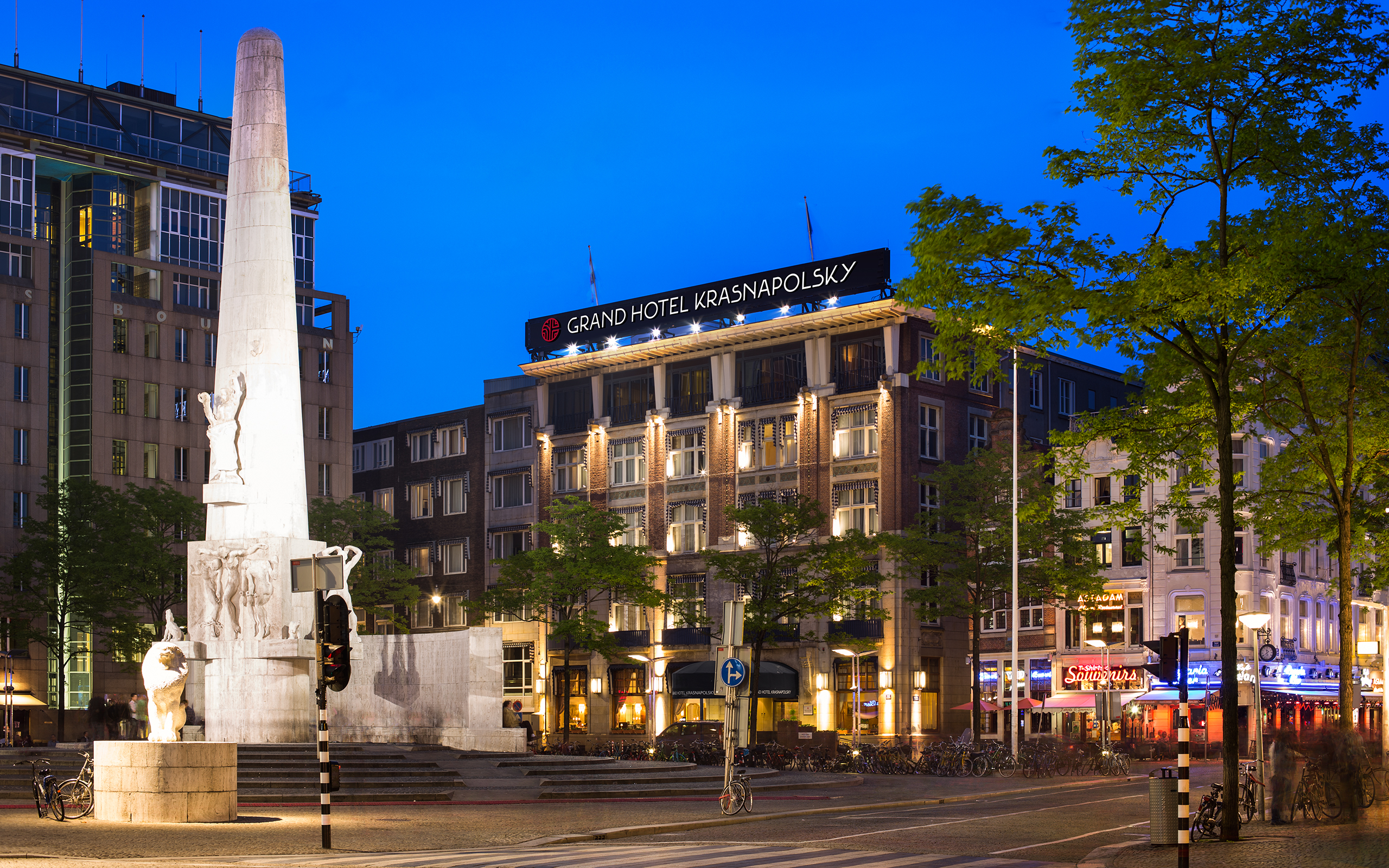
Grand Hotel Krasnapolsky

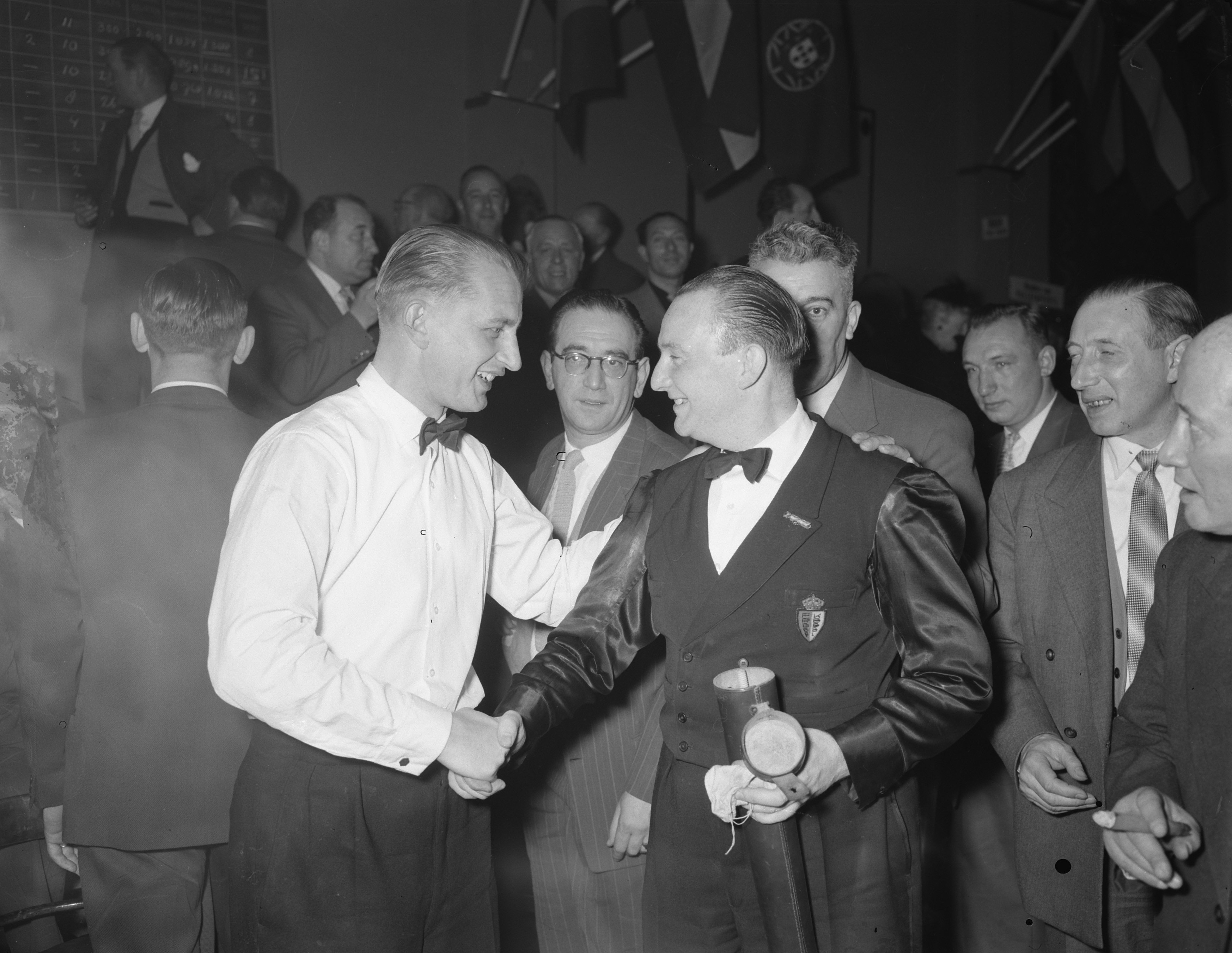
Der Finalist Herman Popeijus (li.) gratuliert dem Sieger René Vingerhoedt (re)

| MP    | Match Points (Sieger = 2; Unentschieden = 1; Verlierer = 0) |
| Pkte. | Erzielte Karambolagen                                       |
| Aufn. | Benötigte Versuche                                          |
| GD    | Generaldurchschnitt                                         |
| BED   | Bester Einzeldurchschnitt eines Spielers                    |
| HS    | Höchstserie                                                 |
|       | Bester GD des Turniers                                      |
|       | Bester ED des Turniers                                      |
|       | Beste HS des Turniers                                       |
|       | 1. Platz (Gold)                                             |
|       | 2. Platz (Silber)                                           |
|       | 3. Platz (Bronze)                                           |

| Platz                      | Name                | MP   | Pkte. | Aufn. | GD    | BED   | HS |
| -------------------------- | ------------------- | ---- | ----- | ----- | ----- | ----- | -- |
| 1                          | René Vingerhoedt    | 13:1 | 350   | 344   | 1,017 | 1,388 | 8  |
| 2                          | Herman Popeijus     | 10:4 | 344   | 389   | 0,884 | 1,351 | 15 |
| 3                          | Walter Lütgehetmann | 10:4 | 319   | 392   | 0,813 | 0,980 | 8  |
| 4                          | Bernard Siguret     | 10:4 | 344   | 439   | 0,783 | 0,943 | 8  |
| 5                          | João Pereira        | 4:10 | 276   | 381   | 0,724 | 1,111 | 7  |
| 6                          | Pierre Fauconnier   | 4:10 | 294   | 416   | 0,706 | 0,806 | 5  |
| 7                          | Alejandro Romero    | 4:10 | 258   | 409   | 0,630 | 0,909 | 5  |
| 8                          | Johann Scherz       | 1:13 | 269   | 410   | 0,656 | 0,684 | 8  |
| Turnierdurchschnitt: 0,771 |                     |      |       |       |       |       |    |